# Радом
Ра́дом (пол. Radom) — місто в центральній Польщі, на річці Млєчна. Місто на правах повіту. Побратим Тернополя.

## Географія

### Клімат
| Клімат Радома             | Клімат Радома | Клімат Радома | Клімат Радома | Клімат Радома | Клімат Радома | Клімат Радома | Клімат Радома | Клімат Радома | Клімат Радома | Клімат Радома | Клімат Радома | Клімат Радома | Клімат Радома |
| Показник                  | Січ.          | Лют.          | Бер.          | Квіт.         | Трав.         | Черв.         | Лип.          | Серп.         | Вер.          | Жовт.         | Лист.         | Груд.         | Рік           |
| Середній максимум, °C     | 0,3           | 2,1           | 7,1           | 13,9          | 18,8          | 22,0          | 24,1          | 23,6          | 18,6          | 12,7          | 7,1           | 2,4           | 12,7          |
| Середня температура, °C   | −2            | −0,9          | 3,0           | 9,1           | 14,3          | 17,8          | 19,9          | 19,3          | 14,5          | 9,2           | 4,7           | 0,4           | 9,1           |
| Середній мінімум, °C      | −4,6          | −4            | −1,1          | 3,8           | 9,1           | 12,7          | 15,1          | 14,5          | 10,4          | 5,9           | 2,3           | −1,8          | 5,2           |
| Норма опадів, мм          | 44            | 42            | 48            | 54            | 74            | 71            | 87            | 67            | 63            | 47            | 46            | 45            | 688           |
| Днів з опадами            | 8             | 8             | 8             | 8             | 9             | 9             | 10            | 8             | 8             | 7             | 8             | 8             | 99            |
| Вологість повітря, %      | 82            | 81            | 75            | 67            | 67            | 66            | 68            | 68            | 73            | 78            | 84            | 83            | 74            |
| ------------------------- | ------------- | ------------- | ------------- | ------------- | ------------- | ------------- | ------------- | ------------- | ------------- | ------------- | ------------- | ------------- | ------------- |
| Джерело: Climate-Data.org |               |               |               |               |               |               |               |               |               |               |               |               |               |

## Демографія
Демографічна структура станом на 31 березня 2011 року:
|          | Загалом | Допрацездатний вік | Працездатний вік | Постпрацездатний вік |
| -------- | ------- | ------------------ | ---------------- | -------------------- |
| Чоловіки | 105308  | 20495              | 73470            | 11343                |
| Жінки    | 115979  | 19321              | 69270            | 27388                |
| Разом    | 221287  | 39816              | 142740           | 38731                |

## Транспорт
У Радомі ходять міські автобуси; діє залізнична станція та аеропорт.

## Пам'ятки

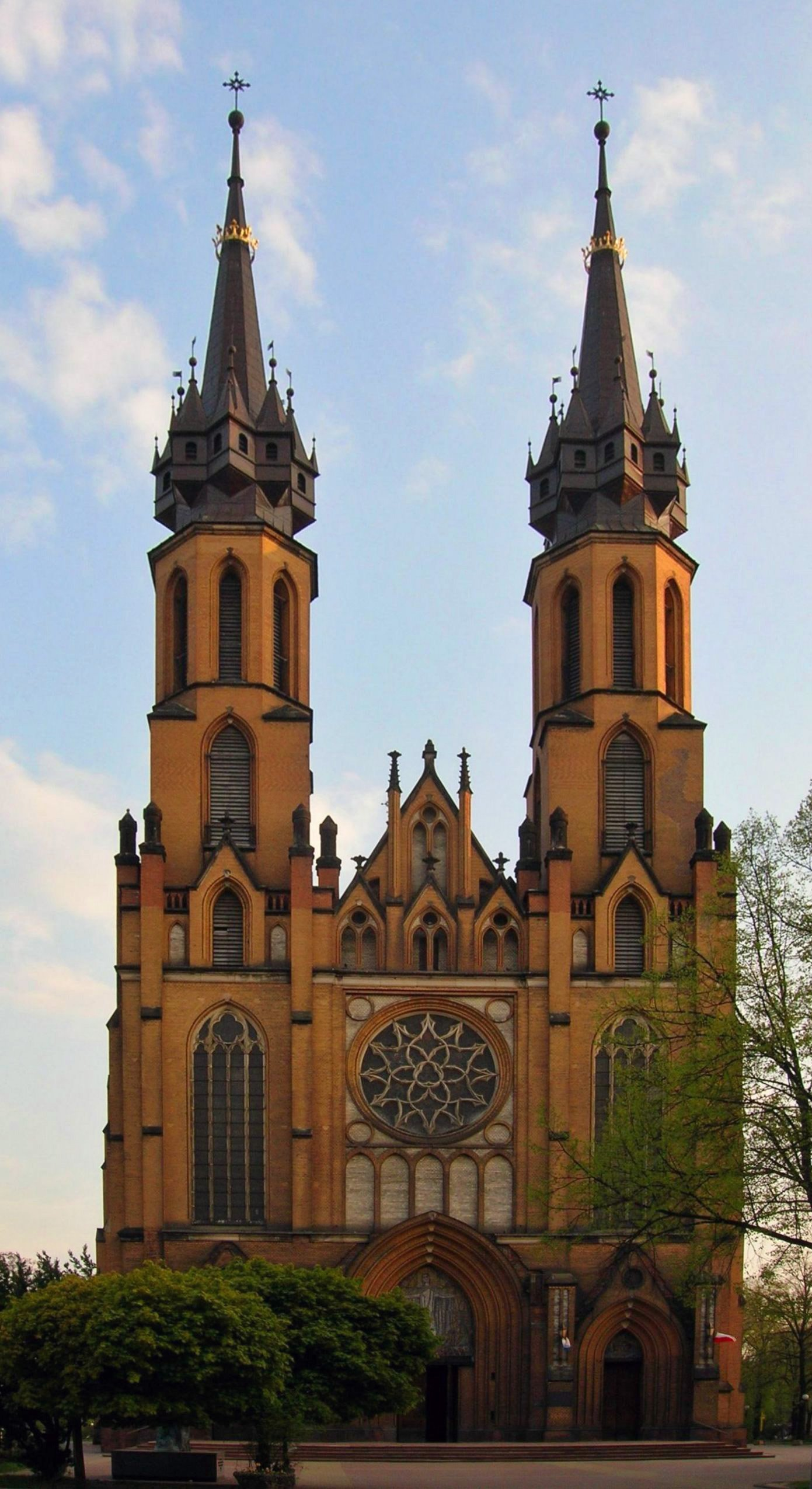
Собор

## Освіта
У місті діють загальноосвітні школи, гімназія, Радомська Політехніка та філія Варшавського Університету.

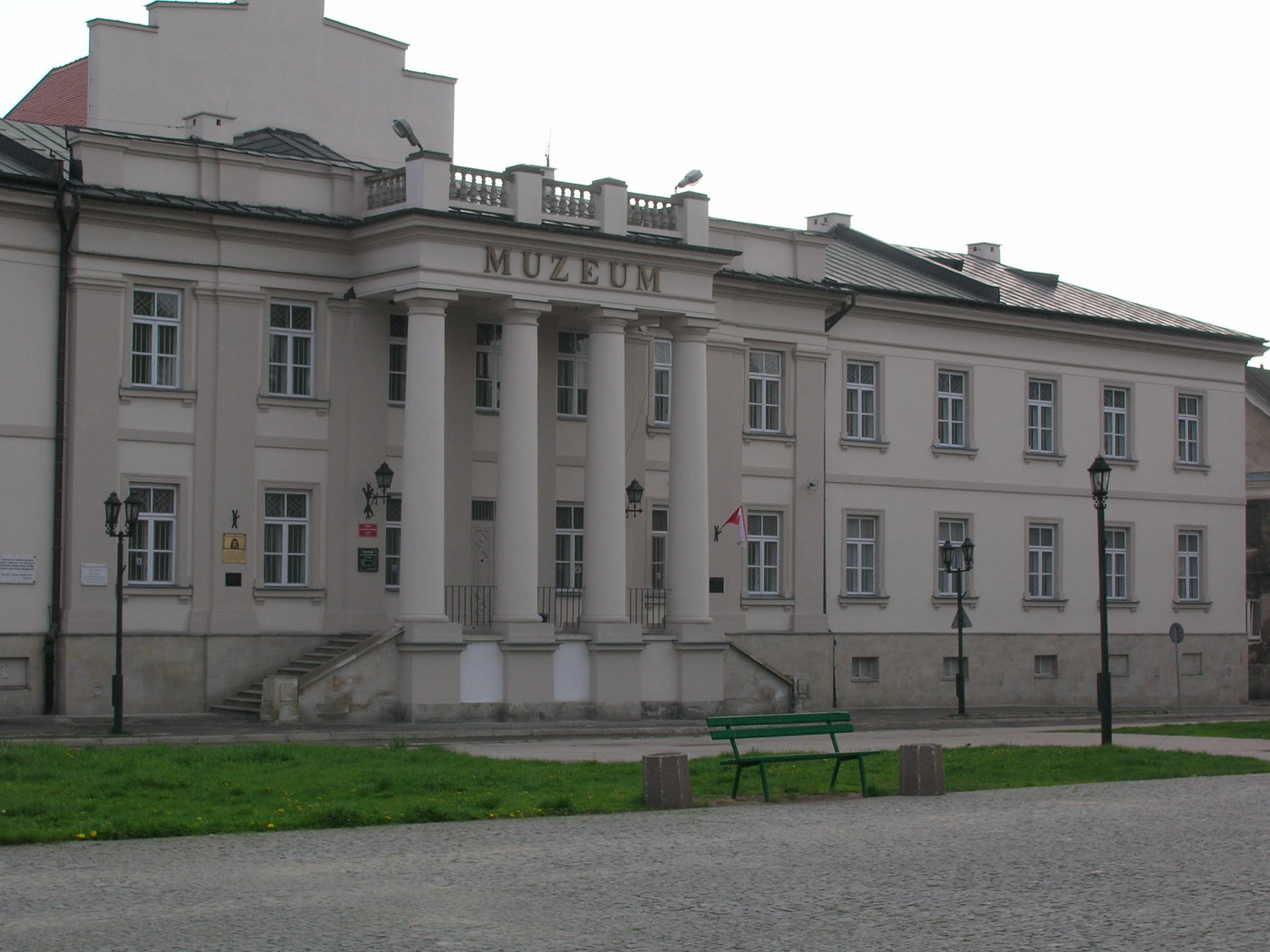
Музей

## Відомі люди
- Пйотр Влазло (* 1989) — польський футболіст.
- Лебединцев Костянтин Феофанович (1878—1925) — математик й педагог-новатор.
- Станіслав Лоренц
- Пирський Іван Михайлович (1906—1967) — генерал-полковник артилерії.
- Потебня Олександр Опанасович (1835—1891) — видатний український мовознавець, філософ, фольклорист, етнограф, літературознавець, педагог, громадський діяч, член-кореспондент Петербурзької АН від 1875 р., член багатьох наукових товариств.
- Шимон Видра — польський гітарист, композитор, вокаліст, поет.[8]
- Вацлав Пйотр Жевуський — один з організаторів Радомської конфедерації.
- Альфонс Паричко — винахідник гасового самовару.[9]

### Радомські старости
- Ян з Тарнова
- Пйотр Фірлей — воєвода руський
- Миколай-Єронім Сенявський[10]
- Миколай Подльодовський (пол. Mikołaj Podlodowski) — київський каштелян.[11]

### Радомські каштеляни
- Нинота — володимирський староста, свідок у надавчій грамоті 1362 року короля Казімира ІІІ для шляхтича Ґжеґожа Тимстича на 4 села Львівського повіту[12]
- Якуб Потоцький 1398[13]
- Анджей Фірлей — ковельський староста[14]

## Українці в Радомі
У Радомі 1954-56 р. настоятелем православної парафії був о. Василь Ляшенко (10.11.1890–11.07.1956), сотник Армії УНР, архітектор, вчитель, православний священик.
У місті наявні водонапірна вежа та різня, проектовані відомим київським архітектором В. Городецьким.
У радомському костелі св. Казимира [Архівовано 12 серпня 2021 у Wayback Machine.], у бічній капличці, відбуваються богослужіння Української греко-католицької церкви. Настоятель о. Ігор Малиш. Літургія відбувається щонеділі о 14 годині .

## Галерея

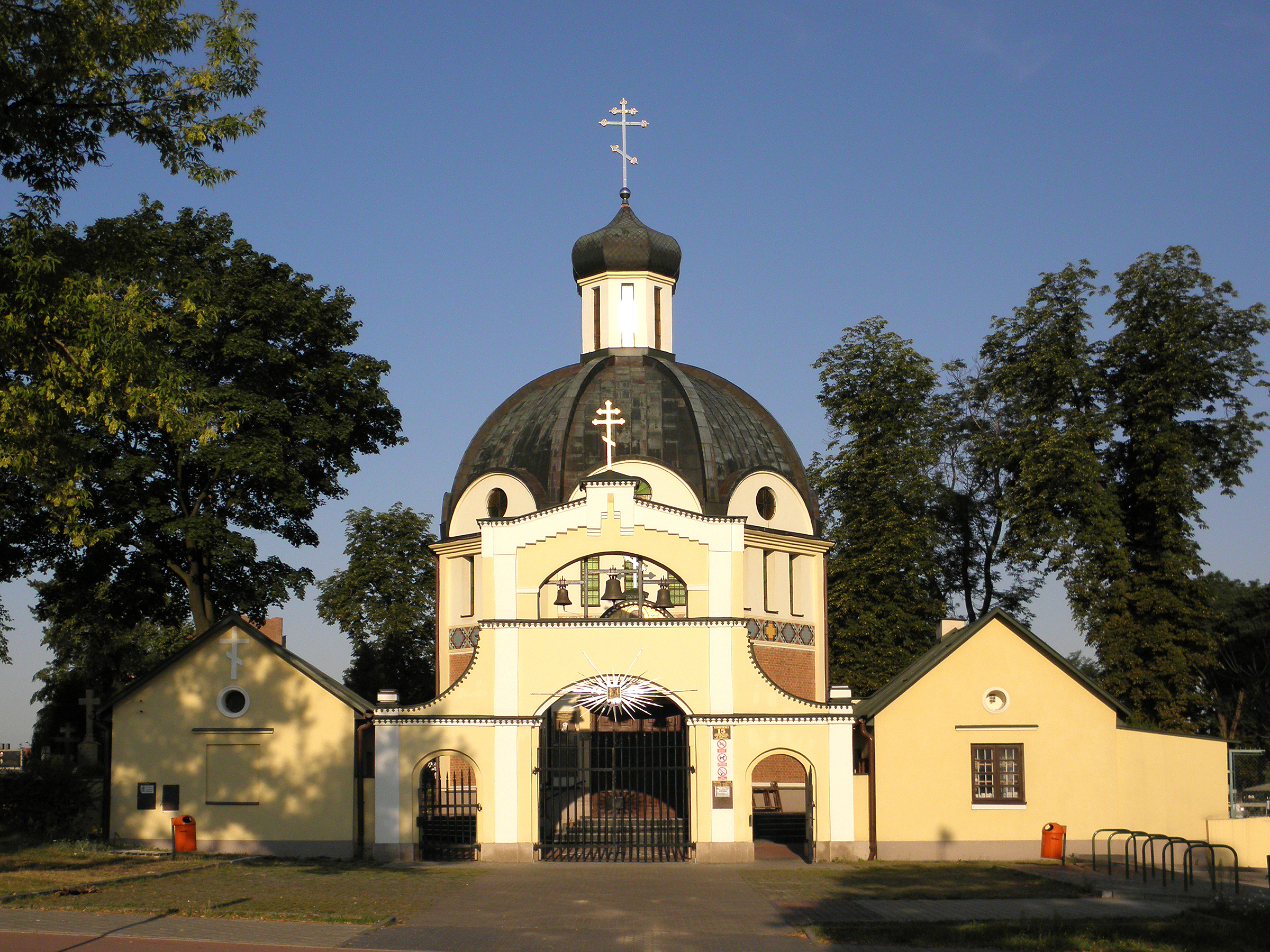
Польська православна церква - (Православ'я в Польщі)
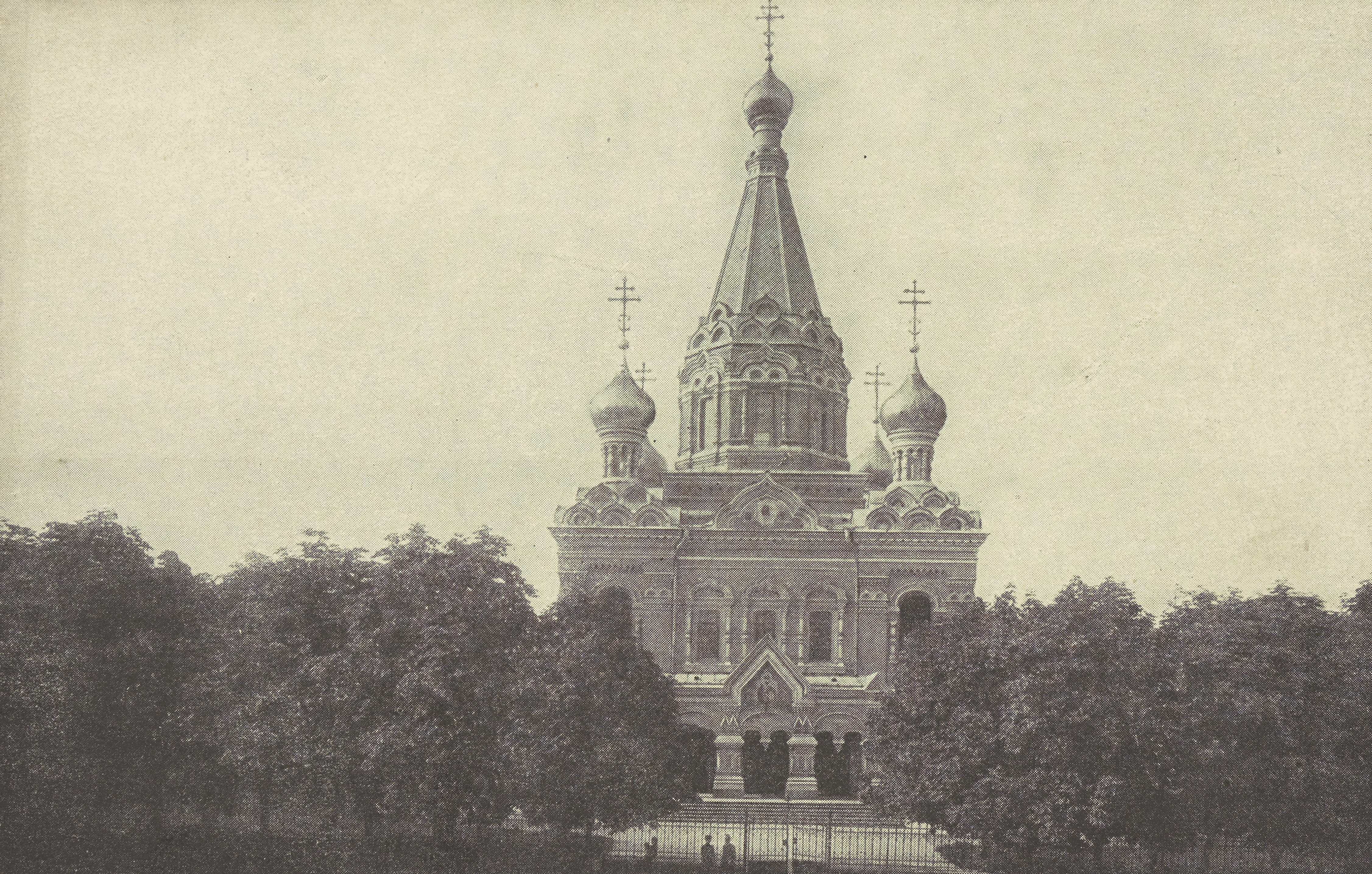
Православна церква знищена під час акції Ревіндикації
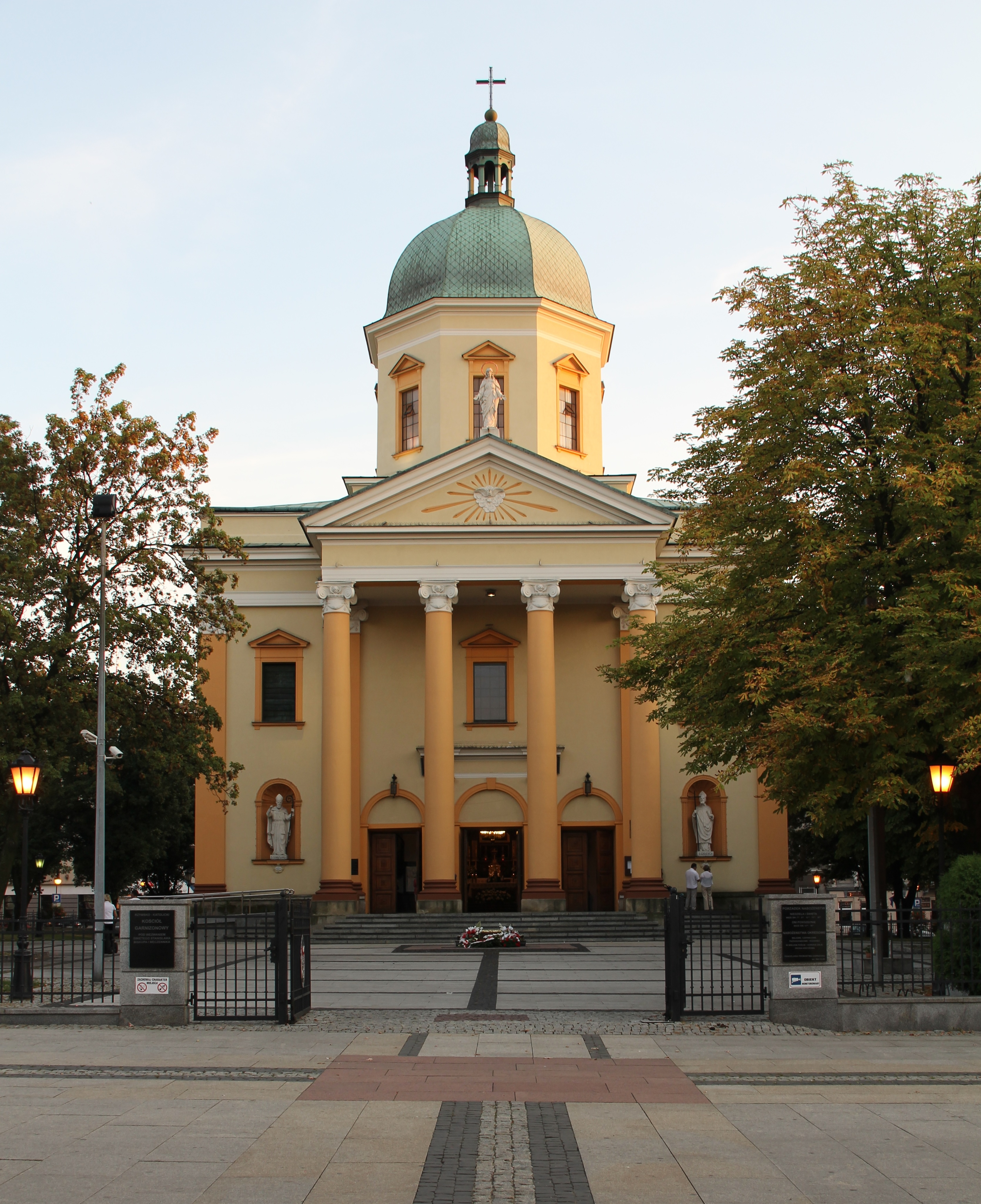
Церква - (Ревіндикація)
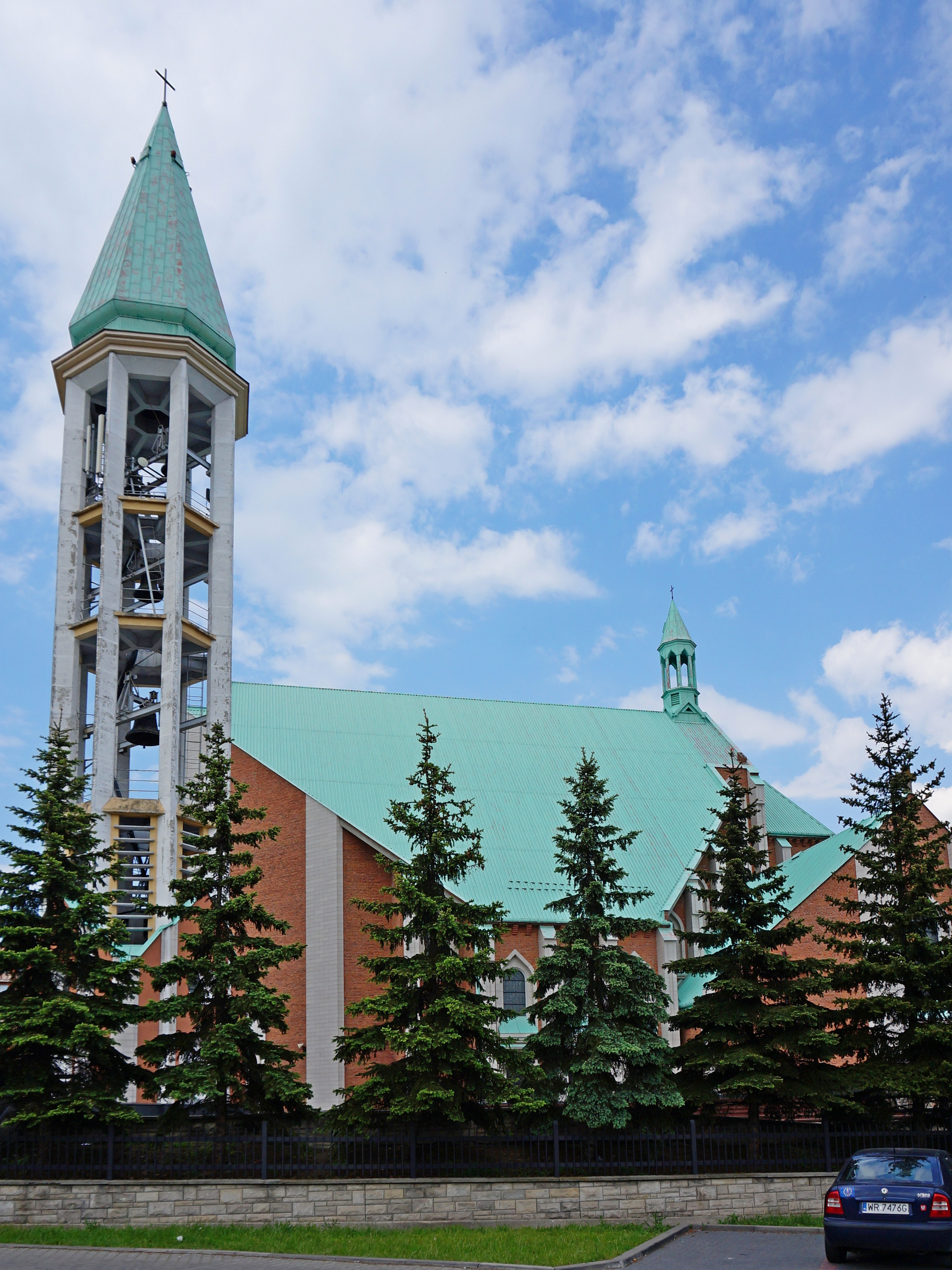
Греко-католицька церква в Польщі

## Цікаві факти
- У Радомі раз на два роки проводиться Radom Air Show — найбільше авіашоу в Польщі. 30 серпня 2009 в результаті катастрофи Су-27УБ білоруських ВПС, які брали участь в 11-му авіашоу, загинули 2 пілоти — О. Марфіцький і О. Журавлевич.
- Напівавтоматичний пістолет польського виробництва Vis.35 виготовлявся з 1935 по 1945  рр. в арсеналі м. Радом, у зв'язку з чим цей пістолет добре відомий під неофіційною назвою «Радом».